# Roy Scheider
Roy Richard Scheider (Orange, Nueva Jersey, 10 de noviembre de 1932-Little Rock, Arkansas, 10 de febrero de 2008) fue un actor de cine estadounidense.

## Biografía y carrera cinematográfica
Hijo de padre alemán protestante y madre irlandesa católica, Scheider fue un atleta infantil, participando en competiciones organizadas de béisbol y boxeo. Realizó sus estudios en el Columbia High School, y posteriormente estudió Arte Dramático en la Universidad Rutgers y en el Franklin and Marshall College. Después de servir tres años en la Fuerza Aérea de Estados Unidos, participó en el New York Shakespeare Festival, ganando un Premio OBIE (Off-Broadway Theater Award).
Su primer papel cinematográfico fue en 1963, en la película de terror Curse of the Living Corpse, seguido de dos intervenciones en obras de teatro en Broadway (The Chinese Prime Minister, 1964 y Tartufo, 1965) y de papeles secundarios en series de televisión hasta 1968, cuando obtuvo un papel en el filme musical Star!. Luego de participar en otras películas, en 1971 trabajó en dos populares filmes, Klute del director Alan J. Pakula y The French Connection del director William Friedkin —en este último logró una nominación al Oscar al mejor actor de reparto—, los cuales lo consagraron como actor cinematográfico.
Tras el éxito de French connection, volvió a trabajar con Philip D´Antoni en la cinta de acción Los implacables, patrulla especial (The 7ups), en la que Scheider pasó de ser un actor secundario a ser el protagonista principal. En 1975 protagonizó el clásico de Steven Spielberg Tiburón (Jaws), en el que encarnaba a Martin Brody, jefe de policía de la imaginaria localidad costera de Amity. Esta película se convirtió en la más taquillera de todos los tiempos hasta esa fecha; su frase "Necesitará otro barco más grande" (You're gonna need a bigger boat) fue elegida la 35.ª mejor en la historia del cine por el American Film Institute.
Tras interpretar al misterioso hermano de Dustin Hoffman en el thriller político Marathon Man y trabajar de nuevo con William Friedkin en la cinta de acción Carga maldita (Sorcerer), en 1978 repitió el papel de Martin Brody en Tiburón 2 (Jaws 2), para liberarse de su contrato con Universal Studios. 
En 1979, rompió con el estereotipo de "tipo duro" que había adquirido, interpretando el papel del director de teatro musical Joe Gideon en la película autobiográfica de Bob Fosse, All That Jazz, por la que fue nominado al Oscar al mejor actor. Un año más tarde regresaba a los escenarios de Broadway para encabezar el cartel de la obra Betrayal, de Harold Pinter.
Sus películas más recientes fueron The Good War, también conocida como Texas '46, producción ítaloestadounidense en la que Scheider interpretaba al coronel John Gartner, jefe de un campo de prisioneros en Texas, y The Punisher (2004) donde interpretaba al malhumorado padre del héroe Frank Castle.
Otras películas que también cabe destacar en la filmografía de Scheider son Blue Thunder (John Badham, 1983), 2010: The Year We Made Contact (Peter Hyams, 1984), 52 vive o muere (John Frankenheimer, 1986), La casa Rusia (Fred Schepisi, 1990), Romeo is Bleeding (Peter Medak, 1993) y The Good War (Georgio Serafini, 2001). Scheider hizo el papel de Presidente de los Estados Unidos en los telefilmes Chantaje nuclear (1997), Traición de patriotas (1997) y Al servicio del presidente (2000). También protagonizó la serie de televisión producida por Steven Spielberg seaQuest DSV.
A Scheider le ofrecieron los papeles protagonistas de The Deer Hunter y La profecía, papeles que finalmente recayeron en Robert De Niro y Gregory Peck. También fue uno de los candidatos para interpretar el papel del escritor Paul Sheldon en Misery, de Rob Reiner, película basada en la novela de Stephen King, papel que acabó interpretando James Caan.

## Fallecimiento
Roy Scheider falleció el 10 de febrero de 2008 en el Instituto de Investigación de la Universidad de Arkansas, en Little Rock, Estados Unidos. Tenía 75 años.
Aunque la causa de la muerte no se hizo pública de inmediato, el actor había recibido tratamiento para combatir un mieloma múltiple durante los dos últimos años de su vida,
 y su esposa, Brenda Siemer, atribuyó el fallecimiento a una complicación causada por una infección por estafilococos.

## Filmografía
- The Curse of the Living Corpse (1964)
- Paper Lion (1968)
- Stiletto (1969)
- Puzzle of a Downfall Child (1969)
- Klute (1971)
- The French Connection (1971)
- Assignment: Munich (1972)
- The Seven-Ups (1973)
- Jaws (Tiburón, 1975)
- Marathon Man (1976)
- Sorcerer (1977)
- Jaws 2 (Tiburón 2, 1978)
- All That Jazz (1979)
- Last Embrace (El eslabón del Niágara, 1979)
- Still of the Night (1983)
- Blue Thunder (1983)
- Tiger Town (1983)
- 2010: The Year We Made Contact (1984)
- The Men's Club (1986)
- 52 Pick-Up (1986)
- Cohen and Tate (1988)
- Listen to Me (1989)
- Night Game (1989)
- The Fourth War (1989)
- The Russia House (1990)
- Somebody has to Shoot the Picture (1990)
- Naked Lunch (1991)
- Wild Justice (1993)
- Romeo is Bleeding (1994)
- Plato’s Run (1997)
- The Definite Maybe (1997)
- Chantaje nuclear (1997)
- Executive Target (1997)
- The Myth of Fingerprints (1997)
- Legítima defensa (1997)
- The Rage (1997)
- The Rainmaker (1997)
- Evasive Action (1998)
- Money Play$ (1998)
- Colmillo blanco: Las nuevas aventuras (1999)
- Chain of Command (2000)
- Falling Through (2000)
- Daybreak (2000)
- The Doorway (2000)
- Time Lapse (2001)
- Angels Don’t Sleep Here (2002)
- The Good War (2002)
- Dracula II: Ascension (2003)
- The Punisher (2004)
- Iron Cross (2009)

## Premios y distinciones
Premios Óscar
| Año  | Categoría              | Película               | Resultado |
| ---- | ---------------------- | ---------------------- | --------- |
| 1972 | Mejor Actor de Reparto | The French Connection  | Nominado  |
| 1980 | Mejor Actor            | Empieza el espectáculo | Nominado  |

Globo de Oro
| Año  | Categoría                       | Película               | Resultado |
| ---- | ------------------------------- | ---------------------- | --------- |
| 1980 | Mejor Actor - Comedia o musical | Empieza el espectáculo | Nominado  |

BAFTA
| Año  | Categoría   | Película               | Resultado |
| ---- | ----------- | ---------------------- | --------- |
| 1981 | Mejor Actor | Empieza el espectáculo | Nominado  |